# Imazalil
Imazalil (INN: Enilconazol) ist ein systemisches Fungizid aus der Gruppe der Imidazole. Es wurde von der belgischen Firma Janssen Pharmaceutica entwickelt. Der Stoff wird auch in Form seiner Salze, z. B. als Imazalil-Nitrat oder als Imazalil-Sulfat verkauft.

## Synthese
2,4-Dichloracetophenon wird in siedendem Methanol mit Brom zu 2,4-Dichlorphenacylbromid umgesetzt, das anschließend mit Imidazol zu 2,4-Dichlor-α-(1-imidazolyl)acetophenon kondensiert wird. Dessen Reduktion mit Natriumborhydrid in siedendem Methanol liefert 1-(2,4-Chlorphenyl)-2-(1-imidazolyl)ethanol, das schließlich mit Allylchlorid und Natriumhydrid in siedendem Dimethylformamid zu Imazalil alkyliert wird.

## Wirkungsweise
Enilconazol hemmt die Synthese von Ergosterin durch Blockierung der 14-Demethylierung von Lanosterin. Dadurch verändern sich bei Hefe- und Schimmelpilzen sowie Dermatophyten die Zellmembran und somit die Permeabilität. Zudem wird die Aufnahme von Ribonukleinsäure- und Desoxyribonukleinsäure-Bausteinen gehemmt und der Fettsäurestoffwechsel sowie oxidative und peroxidative Enzymsysteme werden gestört. Dies führt zu Zellmembranschäden und zum Zelltod. Enilconazol wirkt fungistatisch, in hohen Konzentrationen auch fungizid. Zudem wirkt Enilconazol auch gegen grampositive Bakterien.

## Verwendung

### Pflanzenschutz
Imazalil wird beim Anbau von Obst, Gemüse und Zierpflanzen verwendet.
Die Substanz ist in Beizmitteln für Getreidesaatgut enthalten. Sie hat eine gute Wirkung gegen die Streifenkrankheit bei Gerste.
In der Schweiz darf Imazalil im Gewächshaus in Form von Räucherkerzen gegen den Echten Mehltau an Tomaten und Gurken eingesetzt werden. Es ist auch Bestandteil eines zugelassenen Präparats zur Behandlung von Saatkartoffeln. Außerdem ist es in Wundverschlussmitteln für Obst- und Ziergehölze enthalten.
In Deutschland ist Imazalil ausschließlich zur Beizung von Getreidesaatgut zugelassen.
In Österreich wird Imazalil neben der Saatgutbeizung auch zum Schutz von Pflanzkartoffeln vor Fusarium-Lagerfäule, Phomafäule und Silberschorf verwendet.

### Konservierungsmittel

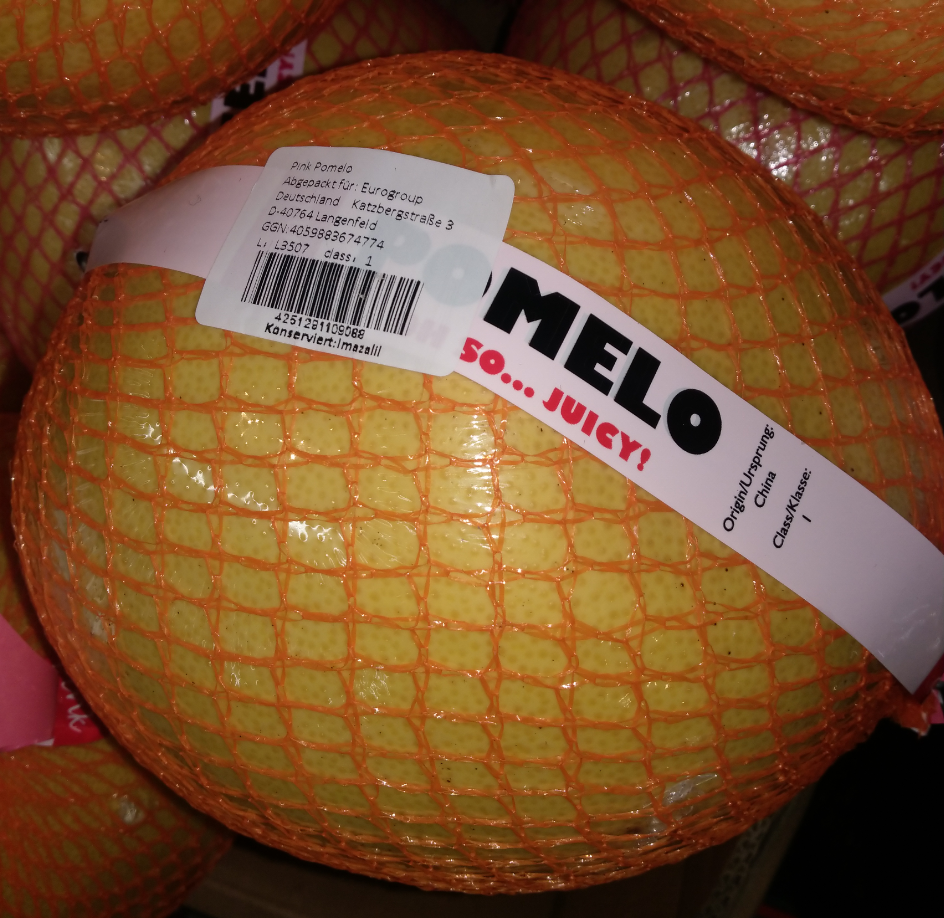
Pomelo (Sorte Pink) konserviert mit Imazalil, Herkunftː China, Verkaufː Penny in Deutschland

Ähnlich wie Thiabendazol, Orthophenylphenol oder Biphenyl schützt Imazalil Zitrusfrüchte vor Schimmelbildung. Soweit sie der EU-Vermarktungsnorm unterliegen, müssen mit Imazalil behandelte Zitrusfrüchte gemäß Anhang I Teil B Teil 2 VI D der Verordnung (EU) 2023/2429 gekennzeichnet werden. Behandelte Schalen sollten nicht gegessen werden. Imazalil hat bislang noch keine E-Nummer.

### Tiermedizin
In der Tiermedizin wird Imazalil unter dem Markennamen Imaverol ad us. vet. als Breitspektrumantimykotikum gegen Pilzerkrankungen der Haut (Dermatomykosen) und der Nase (Sinunasale Aspergillose) sowie bei der Aspergillose der Vögel eingesetzt. Es wird örtlich (topisch) verabreicht.

## Toxikologie
Versuchstiere bekamen als Symptom einer akuten Vergiftung eine Gänsehaut. Imazalil scheint über das Nervensystem die Haarfollikel zu erregen. Daneben kam es zu Koordinationsstörungen, niedrigem Blutdruck, Tremor und Erbrechen. Bei einigen empfindlichen Individuen trat eine Kontaktdermatitis auf. Die LD50 bei oraler Aufnahme lag bei 227 mg/kg Körpergewicht (Rattenweibchen) und 343 mg/kg Körpergewicht (Rattenmännchen).
Bei Langzeitstudien an Ratten traten leicht veränderte Leberwerte auf, die Gewichtszunahme war vermindert und es waren Auswirkungen auf den Bilirubin-Haushalt feststellbar. Ansonsten wurden keine Auswirkungen der Imazalil-Gaben beobachtet.
Imazalil wird im Körper metabolisiert und innerhalb weniger Tage ausgeschieden, es reichert sich nicht im Fettgewebe an. Die WHO gibt eine erlaubte Tagesdosis von 0,03 mg/kg an.
Von der amerikanischen Umweltbehörde EPA wird Imazalil als wahrscheinlich krebserregend eingestuft, weil im Tierversuch Adenome der Leber sowie Adenome kombiniert mit Karzinomen aufgetreten waren. Bei Ratten fand man nach der Gabe von Imazalil auch Adenome und Karzinome der Schilddrüse. Ein möglicherweise erhöhtes Risiko besteht nach Einschätzung der EPA nur für Personen, die direkt mit Imazalil umgehen oder Zitrusfrüchte abpacken.
Bei Mäusen führte Imazalil zu Reproduktions- und Entwicklungsstörungen.
In ihrem Sicherheitsdatenblatt weist die Firma Bayer auf die Toxizität des Pestizids für Forellen hin: demnach verenden bei einer Expositionszeit von 96 h  und einem Gehalt im  Wasser von 1,48 mg/l  50 % der Versuchsorganismen.

## Umweltwirkungen
Vögel sind relativ unempfindlich gegen Imazalil, die LD50 für Enten oder Wachteln liegt bei etwa 6000 mg/kg Körpergewicht. Für Fische ist es hingegen giftig, die LC50 für Forellen liegt bei 2,5 mg/L.
Für Bienen wurde eine orale LD50 von 40 µg/Biene ermittelt, damit gilt Imazalil als nicht bienentoxisch.
Die Halbwertszeit für den Abbau im Boden beträgt etwa ein halbes Jahr. Imazalil verbleibt im Boden und wird nicht ausgewaschen.